# Zoo di Staten Island
Lo zoo di Staten Island è uno zoo situato nella città di New York, nello Stato di New York. Realizzato nel 1936, copre un'area di 3,2 ettari.